# آرتیوموفسکی، اوبلاست سوردلوفسک

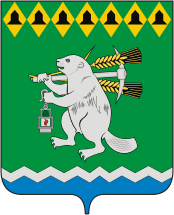
نشان‌وارهٔ رسمی شهر آرتیوموفسکی - ۲۰۰۶

شهر آرتیوموفسکی، اوبلاست سوردلوفسک (به روسی: Артёмовский) در کشور روسیه و در اوبلاست سوردلوفسک واقع شده‌است.